# K-Films Amérique
 (mai 2022).
Il peut être nécessaire de l'améliorer pour respecter le principe de neutralité de point de vue. Veuillez consulter la page de discussion pour plus de détails.

K-Films Amérique est une société de distribution cinématographique québécoise basée à Montréal, fondée en 1994.

## Présentation
En 1993, K-Films Amérique succède à la compagnie Les Films du crépuscule qui avait été co-fondée par Louis Dussault. K-Films Amérique distribue chaque année des longs-métrages de fictions et documentaires avec une moyenne d’un film par mois. Ces films sont régulièrement présentés dans les festivals de cinémas québécois, canadiens et internationaux. K-Films Amérique édite en DVD la majeure partie de ses titres et les rend disponibles à la location sur Vimeo.

## Distribution
K-Films Amérique distribue principalement des films d'auteur, et s’intéresse à l’expression des cinématographies étrangères.
Le 29 novembre 2017, K-Films Amérique annonce que la société rendra progressivement disponible tout son catalogue de films sur une plateforme de vidéo à la demande.

## Diffusion et valorisation des cinématographies indépendantes québécoises et internationales
Le 23 mars 2016, K-Films Amérique dépose son « Mémoire pour une politique culturelle du Québec : le cinéma »  au Bureau du renouvellement de la politique culturelle du Québec dépendant du Ministère de la Culture et des Communications du Québec.
De nombreuses copies 35 mm des films distribués par K-Films Amérique sont données à la Cinémathèque québécoise, constituant ainsi le Fonds K-Films Amérique. En 2017, la Cinémathèque québécoise présente cinq films du fonds K-Films Amérique : Octubre de Diego Vega Vidal et Daniel Vega Vidal, J’ai tué ma mère de Xavier Dolan, Versailles de Pierre Schoeller, Fados de Carlos Saura et Something like Happiness (Stesti) de Bohdan Slama. En 2018, lors de son cycle Femmes, Femmes, la Cinémathèque québécoise diffuse quatre films du fonds K-Films Amérique : La teta asustada de Claudia Llosa, Hush-a-Bye, Baby de Margo Harkin, Le Point rouge de Marie Miyayama et Baboussia de Lidia Bobrova. Lors de l'édition 2019 du Festival du nouveau cinéma de Montréal, K-Films Amérique fête son 25ème anniversaire en présentant deux de ces films distribués : Nuit#1 de Anne Émond et Fausta de Claudia Llosa .

## Regroupement des distributeurs indépendants de films du Québec (RDIFQ)
K-Films Amérique fait partie du RDIFQ, un organisme à but non lucratif fondé en 2008 dont la mission est « de représenter les intérêts de sociétés de distribution se consacrant principalement à la mise en marché, à la promotion et à la distribution du cinéma d’auteur québécois et étranger. En outre, ces sociétés sont toutes basées au Québec et sont détenues par des actionnaires québécois. Depuis sa constitution, le RDIFQ a effectué des représentations auprès des institutions de financement (Téléfilm Canada et Société de développement des entreprises culturelles), des télédiffuseurs (Télé-Québec, Radio-Canada, ARTV et Super Écran) et des médias d’information, afin d’apporter un éclairage sur le contexte de la distribution au Québec ».
Lors de l’Assemblée générale annuelle du RDIFQ, un nouveau Conseil d’administration est élu. En 2017, le RDIFQ comprend sept sociétés de distribution du Québec.
Le 20 août 2016, le RDIFQ dépose le « Mémoire présenté au Ministère de la Culture du Québec dans le cadre du renouvellement de la politique culturelle » donnant un état des lieux de la distribution cinématographique indépendante au Québec.
Le 7 décembre 2017, le RDIFQ publie une lettre ouverte  dénonçant la concurrence déloyale qu’applique Netflix au Québec.
Le 11 mars 2019, le RDIFQ adresse une lettre ouverte à Nathalie Roy, ministre de la Culture et des Communications du Québec, afin que les revenus de la TVQ perçue depuis le 1er janvier 2019 sur les plateformes telles Netflix soient alloués aux distributeurs et producteurs québécois,.

## Filmographie partielle
- 2001 : Le Tunnel de Roland Suso Richter[14]
- 2002 : Ivre de femmes et de peinture d'Im Kwon-taek – Prix de la mise en scène au Festival de Cannes 2002
- 2004 : Mon trésor de Keren Yedaya – Caméra d'or Festival de Cannes 2004
- 2004 : Tabous de Mitra Farahani
- 2005 : La Neuvaine de Bernard Émond – Léopard d'or du Meilleur acteur Festival international du film de Locarno et Meilleure actrice au Gala Québec Cinéma
- 2006 : Je pense à vous de Pascal Bonitzer
- 2006 : Changement d'adresse d'Emmanuel Mouret
- 2006 : Le Violon de Francisco Vargas – Prix d’interprétation masculine à Un certain regard au Festival de Cannes 2006
- 2007 : Illuminados por el fuego de Tristan Bauer – Prix du meilleur film au Festival du film de Tribeca
- 2008 : Fais-moi plaisir ! d'Emmanuel Mouret
- 2009 : J'ai tué ma mère de Xavier Dolan[15]
- 2009 : Jaffa de Keren Yedaya
- 2009 : Made in Hungaria de Gergely Fonyo
- 2009 : Le Bal des actrices de Maïwenn
- 2010 : Octubre de Diego Vega Vidal et Daniel Vega Vidal – Prix du Jury à Un certain regard, Festival de Cannes 2010
- 2010 : Belle Épine de Rebecca Zlotowski – Prix Louis-Delluc
- 2010 : Tête de turc de Pascal Elbé – Prix de la mise en scène au Festival des films du monde
- 2012 : Le Repenti de Merzak Allouache
- 2011 : Nuit 1 d'Anne Émond – Prix du Meilleur film canadien au Vancouver International Film Festival
- 2011 : Hasta la vista de Geoffrey Enthoven
- 2011 : L'Art d'aimer d'Emmanuel Mouret
- 2012 : Camion de Rafaël Ouellet – Prix du Meilleur réalisateur et Prix œcuménique au Karlovy Vary Film Festival
- 2012 : La Pirogue de Moussa Touré
- 2012 : La Playa D.C. de Juan Andrés Arango
- 2013 : Heli d'Amat Escalante – Prix de la mise en scène au Festival de Cannes 2013
- 2013 : Grand Central de Rebecca Zlotowski
- 2013 : Une autre vie d'Emmanuel Mouret
- 2013 : Ressac de Pascale Ferland
- 2014 : Les Combattants de Thomas Cailley
- 2014 : Caprice d'Emmanuel Mouret
- 2015 : Deux nuits jusqu'au matin de Mikko Kuparinen – Prix de la mise en scène au Festival des films du monde
- 2015 : Soleil de plomb de Dalibor Matanić
- 2015 : La Terre et l'Ombre de César Acevedo – Caméra d'or au Festival de Cannes 2015
- 2015 : Le Dep de Sonia Bonspille Boileau
- 2015 : Ce sentiment de l'été de Mikhael Hers
- 2015 : Le Bruit des arbres de François Péloquin
- 2015 : Hôtel La Louisiane de Michel La Veaux – Prix Communications et société au Festival du cinéma international en Abitibi-Témiscamingue
- 2015 : La Reine garçon de Mika Kaurismäki – Prix du public et Meilleure actrice au Festival des films du monde
- 2016 : D'encre et de sang d'Alexis Fortier Gauthier, Maxim Rheault et Francis Fortin
- 2016 : Boris sans Béatrice de Denis Côté
- 2016 : Solange et les Vivants d'Ina Mihalache
- 2016 : Montréal la blanche de Bachir Bensaddek
- 2016 : Roger D'Astous d'Étienne Desrosiers
- 2016 : Noces de Stephan Streker
- 2016 : Ceux qui font les révolutions à moitié n'ont fait que se creuser un tombeau de Mathieu Denis et Simon Lavoie – Prix du Meilleur film canadien au Festival international du film de Toronto[16],[17].
- 2017 : La Ferme et son État de Marc Séguin
- 2017 : Le Jeune Karl Marx de Raoul Peck
- 2017 : Tuktuq de Robin Aubert – Prix Communications et société au Festival du cinéma international en Abitibi-Témiscamingue
- 2017 : Le Problème d'infiltration de Robert Morin
- 2017 : Tadoussac de Martin Laroche – Prix de la meilleure interprétation féminine au Festival international du film francophone de Namur
- 2017 : Et au pire, on se mariera de Léa Pool
- 2017 : Après la guerre de Annarita Zambrano
- 2018 : Mademoiselle de Joncquières d'Emmanuel Mouret
- 2018 : Emma Peeters de Nicole Palo
- 2018 : Les Drapeaux de papier de Nathan Ambrosioni
- 2018 : Napoléon en apparte de Jeff Denis
- 2018 : Le Rire de ma mère de Colombe Savignac et Pascal Ralite
- 2019 : Mais vous êtes fous d'Audrey Diwan
- 2019 : Les Éblouis de Sarah Suco
- 2019 : Luc Durand Leaving Delhi d'Étienne Desrosiers
- 2019 : Leaving Afghanistan de Pavel Lounguine
- 2019 : Journal de Bolivie - 50 ans après la mort du Che de Jules Falardeau et Jean-Philippe Nadeau Marcoux
- 2020 : Nuestras madres de César Diaz
- 2020 : Une femme, ma mère (A Woman, My Mother) de Claude Demers
- 2021 : Les choses qu'on dit, les choses qu'on fait de Emmanuel Mouret
- 2021 : Les Parfums de Grégory Magne
- 2022 : Noémie dit oui de Geneviève Albert
- 2022 : Zaï Zaï Zaï Zaï de François Desagnat
- 2025 : Les Chialeux de Tom Rodrigue